# Miguel Alves
Miguel Alves é um município brasileiro, localizado a uma latitude 04º09'56" sul e a uma longitude 42º53'43" oeste, estando a uma altitude de 50 metros no norte do estado do Piauí, na região Nordeste do país. De acordo com a estimativa populacional do IBGE referente a 1º de julho de 2024, o município possui 33.071 habitantes, ocupando a 15ª posição no ranking populacional do estado. A área territorial de Miguel Alves é de 1.392,123 km², conforme dados de 2024. O gentílico dos naturais do município é miguel-alvense.

## Características geográficas
O município faz parte da microrregião do Baixo Parnaíba, e está cerca de 110km da capital Teresina. O relevo predominante é plano, com altitudes médias, intercalado por morros de pequena elevação. Essa conformação favorece a formação de áreas alagadiças, especialmente durante o período chuvoso.
O clima é classificado como tropical sub úmido, caracterizado por uma estação seca de aproximadamente seis meses e uma estação chuvosa concentrada entre janeiro e maio. As temperaturas variam entre 22 °C e 37 °C, com média anual em torno de 27 °C. A precipitação média anual é de cerca de 1.200 mm, sendo que aproximadamente 85% das chuvas ocorrem durante o período chuvoso.
A vegetação é composta por uma mistura de biomas, incluindo Cerrado, Caatinga e áreas de transição conhecidas como Mata de Cocais. Essa diversidade reflete a posição geográfica do município em uma zona de transição ecológica.
O Rio Parnaíba é o principal curso d'água da região, sendo perene e navegável por embarcações de pequeno porte. Além dele, o município conta com diversas lagoas e riachos que desempenham papel crucial no abastecimento de água e na agricultura local.
Os solos predominantes no município de Miguel Alves incluem os chamados solos concrecionários tropicais, que são solos duros com presença de cascalhos ou pedregulhos de óxidos de ferro e alumínio, com baixa fertilidade natural. Também ocorrem solos arenosos (areias quartzosas), que têm textura leve, drenagem rápida e baixa retenção de água e nutrientes, exigindo uso intensivo de adubação para atividades agrícolas. Além desses, há presença de solos hidromórficos, comuns em áreas alagadas ou mal drenadas, que tendem a ser encharcados em parte do ano, e solos aluviais eutróficos, encontrados em áreas de várzea, geralmente mais férteis devido à deposição recente de sedimentos pelo Rio Parnaíba.
Essas condições do solo indicam a necessidade de práticas agrícolas cuidadosas, como correção da acidez, adubação orgânica e manejo conservacionista para garantir a produtividade e evitar degradação
É importante destacar que Miguel Alves está entre os municípios do Piauí com risco de desastres ambientais, como enxurradas e inundações, devido a fatores como urbanização desordenada e ocupação de áreas inadequadas. Em 2009, cerca de 146 famílias ficaram desabrigadas, após um período de chuvas intensas, e a situação ficou mais crítica após a abertura de comportas da barragem Boa Esperança que estava com a maior vazão desde 1985.

## O surgimento (1830-1950)
No início do século XIX, o cearense Miguel Alves, fugindo da grande seca, estabeleceu-se na região onde hoje está localizada a cidade que recebeu seu nome. Especialista na produção de fumo em corda, cultivava as "vazantes ou beira" do Rio Parnaíba, acumulando economias e atraindo moradores que se espalharam pelas várzeas, matas e campos da região.
Quando os "balaios" invadiram o território piauiense, em 1839, ocorreram combates intensos em locais como Lagoa do Meio, Remanso do Frade, Curral Velho e Matas do Egito, onde enfrentaram forças locais lideradas pelo miguel-alvense Antônio de Sousa Mendes, que conquistou o posto de capitão. Outros combates se deram em lugares conhecidos como Pedras do Fogo e Conceição.
Propício à agricultura e, especialmente, à criação de gado — atraiu diversas famílias, que também encontravam facilidades na navegação do Rio Parnaíba. Surgiram então as primeiras fazendas. Entre 1875 e 1877, em decorrência da grande seca do século XIX, nordestinos imigraram para as terras de Miguel Alves, aproveitando os "baixões" e áreas ribeirinhas para o cultivo de cereais.
Entre 1880 e 1885, Ricardo Antônio Xavier, Mariano de Sousa Mendes e Lúcio Ferreira da Silva transferiram-se para a localidade escolhida por Miguel Alves. Estabeleceram comércios, adquiriram terras e fundaram fazendas. O plantio de fumo e algodão, impulsionado pela agricultura crescente, apresentou bons resultados, com a produção sendo comercializada em Parnaíba e Caxias (MA). Eles ergueram os primeiros edifícios e a Capela de São Miguel. Com esse aspecto de povoado em crescimento, o local passou a constituir o terceiro distrito policial da vila de União.
A Lei nº 636, de 11 de julho de 1911, elevou Miguel Alves à condição de vila e distrito judiciário. Em 24 de maio de 1912, o Dr. Luís da Silva Nogueira, Juiz de Direito da comarca de União, instalou o município de Miguel Alves. Novas perspectivas de progresso surgiram com a administração do intendente municipal Torquato Torres, que governou até 1924.
A Lei nº 996, de 20 de julho de 1920, criou a comarca de Miguel Alves, com jurisdição sobre o termo de Porto (antigo Marruás), sendo nomeado juiz o Dr. Simplício de Sousa Mendes, pelo Decreto nº 753, de 23 de outubro de 1920. A instalação da comarca ocorreu em 15 de novembro do mesmo ano. 
A Lei estadual nº 1.088, de 7 de julho de 1924, concedeu à sede municipal a condição de cidade.
Entre 1937 e 1945, exerceram a chefia do Executivo municipal os senhores Tenente Cosme de Sousa Lima, Tenente José Augusto Nunes, Major Alcides Gomes da Silva, Joaquim Dias de Santana, José Francisco de Santana e Raimundo Miguel de Freitas Santos. Nos períodos de 1946–1949 e 1950–1953, foram prefeitos, respectivamente, Aderson de Castro Soares e José Rebêlo do Rêgo. Na legislatura de 1955, foi eleito prefeito o Sr. José Teixeira Filho, junto a cinco vereadores municipais.

### Os primeiros dados da população:
O censo de 1950, trouxe alguns dados inéditos da população residente no jovem município de Miguel Alves: 21.818 habitantes
| Distribuição por Sexo em 1950. | Distribuição por Sexo em 1950. | Distribuição por Sexo em 1950. | Distribuição por Sexo em 1950. | Distribuição por Sexo em 1950. |
| ------------------------------ | ------------------------------ | ------------------------------ | ------------------------------ | ------------------------------ |
| Homens                         | Mulheres                       |                                | Homens(%)                      | Mulheres(%)                    |
| 10.981                         | 10.837                         |                                | 51,00%                         | 49,00%                         |

Os habitantes foram declarados da seguinte forma:
| Distribuição por Cor/Raça | Distribuição por Cor/Raça | Distribuição por Cor/Raça | Distribuição por Cor/Raça |
| ------------------------- | ------------------------- | ------------------------- | ------------------------- |
| BRANCOS                   | PRETOS                    | PARDOS/MESTIÇOS           | SEM DECLARAÇÃO            |
| 4.809                     | 1.330                     | 15.656                    | 23                        |
| 22%                       | 6%                        | 71%                       | 1%                        |

Sabe-se que a população acima de 15 anos era de 11.638, e 59% eram casados, 33% solteiros, 8% viúvos ou não declarados.
| Distribuição da População em 1950. | Distribuição da População em 1950. | Distribuição da População em 1950. |
| ---------------------------------- | ---------------------------------- | ---------------------------------- |
| URBANA                             | RURAL                              | SUBURBANO                          |
| 4,40%                              | 84,61%                             | 10,99%                             |

## Cultura e Tradições
No final do século XIX, com o crescimento da população em suas terras, Miguel Alves idealizou a construção de um templo religioso. Com o apoio de Ricardo Antônio Xavier, Lúcio Ferreira da Silva e Mariano de Sousa Mendes, foi erguida a primeira capela dedicada a São Miguel Arcanjo. Atrás dessa capela, existia um pequeno cemitério, como era comum nas comunidades da época.
Naquele período, não havia um padre residente no povoado, e a assistência religiosa era prestada de forma esporádica por vigários da Paróquia de União, que enfrentavam grandes dificuldades de locomoção, utilizando como principais meios de transporte os animais e embarcações.
Com o passar dos anos, o aumento da população, o fortalecimento da comunidade e, posteriormente, a emancipação do município despertaram a necessidade de uma igreja maior. Todos desejavam que o novo templo fosse construído exatamente no mesmo local da antiga capela, pois a elevação do terreno, situada no centro da cidade, oferecia uma posição privilegiada e ampla visibilidade.
Em 1927, durante uma visita pastoral, o bispo Dom Severino Vieira de Melo apresentou o projeto de construção da nova igreja matriz. Pouco tempo depois, iniciaram-se as obras, sob a responsabilidade de um mestre de obras vindo de Teresina. Os materiais, trazidos por via fluvial a partir de Parnaíba, foram transportados manualmente pela própria comunidade local, que participou ativamente de todo o processo.
A consagração do templo aconteceu em 20 de dezembro de 1940, presidida por Dom Severino, que também nomeou o padre alemão Franz Göeres como o primeiro vigário da paróquia. Coube a ele concluir a construção da Igreja de São Miguel Arcanjo, onde instalou uma torre de bronze — até hoje a única desse tipo no estado do Piauí.
Posteriormente, com a construção da nova igreja no mesmo local da antiga capela, o pequeno cemitério original acabou ficando abaixo do nível do templo.
1. Festejos de São Miguel Arcanjo

A principal cerimônia popular do município são as festividades do padroeiro São Miguel Arcanjo, que se iniciam com o levantamento de um mastro fincado no solo. Essa é uma tradição que remonta aos tempos coloniais e ainda é comum no interior de alguns estados. O período de realização vai de 19 a 29 de setembro.